# Alibertia pilosa
Alibertia pilosa är en måreväxtart som beskrevs av Kurt Krause. Alibertia pilosa ingår i släktet Alibertia och familjen måreväxter. Inga underarter finns listade i Catalogue of Life.